# Нижне-Сусанский завод
Нижне-Сусанский железоде́лательный заво́д — небольшой металлургический завод на Среднем Урале, действовавший с 1737 по 1826 год. Входил в состав округа Алапаевских заводов.

## История
Место под строительство было выбрано на пустующей государственной земле в 16 верстах к юго-западу от Алапаевского завода, в 103 верстах к северо-востоку от Екатеринбурга на реке Сусанке. Строительные работы велись на средства казны с 1734 по 1737 год под руководством горного офицера А. П. Метенева.
В 1738 году в составе завода действовала молотовая фабрика с 4 горнами и 3 молотами, кузнечная фабрика с 2 горнами, обрезная и плющильная фабрика с 2 горнами и 2 молотами. Чугун для переработки поступал с Алапаевского завода. Готовая продукция распределялась по заказам казны. Собственной лесной дачи завод не имел, а пользовался совместным отводом с другими Алапаевскими заводами площадью 790 тыс. десятин. На производстве древесного угля для обеспечения завода были заняты приписные крестьяне из ближайших поселений Алапаевской, Белослудской и Невьянской слобод. Курени находились на расстоянии 10—25 вёрст от завода.
1 января 1759 года Нижне-Сусанский завод вместе с Алапаевским, Синячихинским и Верхнесусанским был продан казной секунд-майору Измайловского полка А. Г. Гурьеву, в обязанность которого входило двукратное увеличение объёма производства железа. В 1760 на заводе действовали 4 молота: было произведено 21,5 тыс. пудов кричного железа. 11 сентября 1766 завод Гурьев продал Алапаевские заводы, в том числе Нижнесусанский, С. Я. Яковлеву за 140 тыс. рублей.
По данным 1771 года, на заводе работал 71 человек, действовали две молотовые фабрики с 4 горнами и 4 молотами, фабрика по производству молотов с 2 горнами, кузница и вспомогательные мастерские.
В годы крестьянской войны 1773—1775 годов завод практически не пострадал, благодаря построенным оборонительным сооружениям.
В 1780 году на заводе действовали 8 кричных горнов, 6 кричных молотов, фабрика по производству молотов с 2 горнами, кузница с 4 горнами. В 1780 году завод произвёл 27,1 тыс. пудов железа. В 1787 году заводовладельцем стал С. С. Яковлев. В 1797 на заводе имелось 8 кричных горнов и 4 молота. Трудовой коллектив состоял из 286 казённых мастеровых, а также приписных крестьян. Предприятие не имело собственной рудной базы.
В 1753 году выше по течению Сусанки был построен Верхнесусанский завод. В среднем в XVIII веке Верхне- и Нижне-Сусанский заводы суммарно производили 35—50 тыс. пудов товарного железа в год.
По состоянию на 1807 год заводская плотина имела длину 230,1 м, ширину в нижней части — 59,6 м, в верхней части — 27,7 м, высоту — 9,6 м. В этом же году на заводе функционировали 10 кричных горнов, 10 кричных молотов, производивших полосовое железо. Также в состав завода входила кузница, лесопильная и мукомольная мельницы и вспомогательные мастерские.
В 1818 году Нижне-Сусанский завод стал собственностью наследников С. С. Яковлева, которые столкнулись увеличением доли накладных расходов и снижением рентабельности производства. В 1826 завод был закрыт, оборудование было использовано на других заводах. Часть оборудования была перемещена на Нейво-Шайтанский завод, запущенный в 1817 году в устье Сусанки. Закрытию завода способствовало также развитие Алапаевского завода, мощности которого позволяли перерабатывать весь выплавляемый чугун.